# Monuments and Melodies
Albums de Incubus
Light Grenades
(2006) If Not Now, When?
(2011)
Monuments and Melodies est une compilation du groupe américain Incubus, parue en tant que double album. Le premier disque regroupe 13 anciens singles (tous extraits des 4 derniers albums du groupe), ainsi que 2 nouveaux morceaux; Black Heart Inertia et Midnight Swim. Le second disque est une compilation de pistes bonus (Look Alive, Punch Drunk), morceaux retravaillés (A Certain Shade of Green, Pantomime) et/ou jamais parus (Neither of Us Can See, While All the Vultures Feed), ainsi qu'une reprise de Prince; Let's Go Crazy.
Le titre provient d'une face-B du single Megalomaniac, laquelle est présente à la fin du second CD de cette compilation.
La pochette a été réalisée par le chanteur du groupe; Brandon Boyd.

## Autour de l'album
Bien que le second disque ne soit décrit comme ne contenant que des morceaux jamais parus ou entendus; la plupart de ces pistes ont déjà été utilisées en tant que telle : Neither of Us Can See, Admiration et Make a Move (bonus de la version japonaise de cette compilation) sont présentes sur la BO du film "Stealth" (2005) (bien que le premier morceau y est alors interprété a cappella par Brandon seul). While All The Vultures Feed était également prévue pour ce film, mais a été finalement rejetée.
Anything fut enregistrée en tant que démo après un "jam" entre le guitariste Mike Einziger (qui y joua également de la basse) et le batteur Jose Pasillas, durant les sessions de "Morning View", mais fut délaissée lors de l'élaboration finale de l'album. De même, le titre Martini fut un des nombreux produits des sessions de "Light Grenades" qui ne vit jamais le jour; cependant, il est à noter que le solo de cette chanson tend à étrangement ressembler à celui de Rogues, paru sur "Light Grenades", ce qui pourrait indiquer un possible lien entre ces deux chansons; l'une ayant servi d'idée de départ à l'autre. Look Alive et Punch Drunk se retrouvèrent sur la version japonaise de l'album, ainsi que sur le DVD live "Look Alive" (2007). Également, Pantomime (présente sur plusieurs des "bootlegs" lives du groupe au profit la "Make Yourself Foundation"), Monuments and Melodies et Follow (présente sur la version japonaise de "A Crow Left of the Murder...") furent interprétées en concert, et de ce fait intégrées au DVD "Alive at Red Rocks" (2004), cette version live de Pantomime n'ayant cependant présenté que Brandon seul durant la première moitié de la chanson, jouant de la guitare et chantant, alors que la version de cette compilation comprend le groupe entier jouant du début à la fin.
Crowded Elevator fut une face-B de Pardon Me, ainsi qu'une piste d'un autre "bootleg" live; "Live in Sweden 2004". On la retrouve également sur la version japonaise de "Make Yourself" et sur la BO de Scream 3. La version de A Certain Shade of Green de cette compilation fut enregistrée pour la radio géorgienne 99X; elle est similaire à celle présente sur l'album "Live at the Roxy Theater" (2003) de Time Lapse Consortium, groupe parallèle à Incubus, composé de tous ses membres, excéptés "DJ Kilmore" et Brandon Boyd, ce dernier y étant alors crédité comme "chanteur invité". Parallèlement, la dernière piste Midnight Swim du premier CD n'est pas celle présente sur le disque bonus du DVD "Look Alive".
Le chroniqueur Stephen Thomas Erlewine du site musical AllMusic juge que « pour les fans dévoués, cet album dispense l'agréable service de rassembler les morceaux qui s'étaient effacés, pendant que les auditeurs peu habitués du groupe se retrouve avec un bon album d'"essentiels", et comme il ne semble pas y avoir de véritables "liens" entre ces deux camps, cela signifie surement qu'Incubus contente tout le monde avec "Monuments and Melodies", en donnant quelque chose de satisfaisant et ce quel que soit le fan qui le reçoit ».

## Pistes
| 1.  | Black Heart Inertia                                                | 4:53 |
| 2.  | Drive (extrait de Make Yourself, 1999)                             | 3:52 |
| 3.  | Megalomaniac (extrait de A Crow Left of the Murder..., 2004)       | 4:54 |
| 4.  | Anna Molly (extrait de Light Grenades, 2006)                       | 3:46 |
| 5.  | Love Hurts (en) (extrait de Light Grenades, 2006)                  | 3:57 |
| 6.  | Wish You Were Here (extrait de Morning View, 2001)                 | 3:36 |
| 7.  | Warning (extrait de Morning View, 2001)                            | 4:42 |
| 8.  | Stellar (extrait de Make Yourself, 1999)                           | 3:20 |
| 9.  | Talk Shows on Mute (extrait de A Crow Left of the Murder..., 2004) | 3:52 |
| 10. | Pardon Me (extrait de Make Yourself, 1999)                         | 3:44 |
| 11. | Dig (extrait de Light Grenades, 2006)                              | 4:17 |
| 12. | Oil and Water (extrait de Light Grenades, 2006)                    | 3:49 |
| 13. | Are You In? (extrait de Morning View, 2001)                        | 4:24 |
| 14. | Nice to Know You (extrait de Morning View, 2001)                   | 4:43 |
| 15. | Midnight Swim                                                      | 3:15 |

| 16. | Make a Move | 3:12 |
| 17. | New Skin    | 3:51 |

| 1.  | Neither of Us Can See (version originale)     | 4:04 |
| 2.  | Look Alive                                    | 4:21 |
| 3.  | While All the Vultures Feed                   | 3:53 |
| 4.  | Pantomime (version alternative)               | 4:39 |
| 5.  | Anything                                      | 3:32 |
| 6.  | Punch Drunk                                   | 5:14 |
| 7.  | Admiration                                    | 4:13 |
| 8.  | Martini                                       | 4:09 |
| 9.  | A Certain Shade of Green (version acoustique) | 3:36 |
| 10. | Monuments and Melodies                        | 5:06 |
| 11. | Let's Go Crazy (reprise de Prince)            | 4:29 |

| 12. | Follow                             | 4:18 |
| 13. | Make Yourself (version acoustique) |      |
| 14. | Crowded Elevator                   | 4:46 |

| 27. | Pardon Me (live) | 4:16 |

| 28. | Mexico (extrait de Morning View, 2001) | 4:23 |
| 29. | Drive                                  | 3:53 |

## Personnel
- Brandon Boyd : chant, textes
- Mike Einziger : guitare, basse, claviers
- Ben Kenney : basse
- Jose Pasillas : batterie
- Chris Kilmore : platines, claviers